# The Honourable Woman
The Honourable Woman (ou La Femme honorable au Québec) est une mini-série britannique en huit parties de 58 minutes créée, écrite et réalisée par Hugo Blick (en), diffusée du 3 juillet au 21 août 2014 sur BBC Two au Royaume-Uni et à partir du 31 juillet 2014 sur SundanceTV aux États-Unis.
En France, la série est diffusée à partir du 29 juin 2015 sur Canal+ et au Québec depuis le 1er avril 2016 à Télé-Québec.

## Synopsis
Huit ans après avoir pris les rênes de l'entreprise familiale à la suite de son frère, la femme d'affaires anglo-israélienne Nessa Stein est nommée à la Chambre des lords pour son engagement dans le processus de paix en Palestine. Lorsque son nouvel associé palestinien meurt dans d'étranges circonstances, elle est obligée de repousser la troisième phase d'un ambitieux projet en cours depuis des années, consistant à connecter la Cisjordanie à un réseau de fibres optiques. C'est alors que Kasim, le fils d'une amie proche de Nessa, est enlevé, et que de mauvais souvenirs remontent à la surface.

## Distribution

### Acteurs principaux
- Maggie Gyllenhaal (VF : Céline Mauge) : Nessa Stein, baronne de Tilbury, femme d'affaires anglo-israélienne à la tête du Groupe Stein depuis huit ans, et qui vient d'être nommée Pair à vie pour ses actions philanthropiques[4].
- Andrew Buchan (VF : Antoine Nouel): Ephra Stein, le frère de Nessa, qui dirigeait l'entreprise familiale avant de lui en laisser les rênes huit ans plus tôt[5].
- Stephen Rea (VF : Philippe Peythieu) : Sir Hugh Hayden-Hoyle, le directeur du service Moyen-Orient du MI6, bientôt à la retraite[6].
- Lubna Azabal (VF : Dorothée Pousséo) : Atika Halibi, amie proche de Nessa qui s'occupe des deux enfants d'Ephra[7].
- Janet McTeer (VF : Emmanuelle Bondeville): Dame Julia Walsh, directrice du MI6[8].
- Katherine Parkinson (VF : Rafaèle Moutier) : Rachel Stein, épouse d'Ephra[9].
- Tobias Menzies : Nathaniel Bloom, le garde du corps de Nessa[10].
- Eve Best (VF : Marjorie Frantz) : Monica Chatwin, attachée au British Foreign Office à Washington, D.C[11].
- Yigal Naor (VF : Saïd Amadis): Shlomo Zahary, homme d'affaires israélien et proche ami de Nessa et Ephra[12].
- Genevieve O'Reilly (VF : Gaëlle Savary) : Frances Pirsig, secrétaire et conseillère de Nessa[13].
- Lindsay Duncan (VF : Blanche Ravalec) : Anjelica, Lady Hayden-Hoyle, l'ex-femme de Hugh Hayden-Hoyle[14].

### Acteurs secondaires
- Philip Arditti (en) : Saleh Al-Zahid
- Nasser Memarzia : Zahid Al-Zahid
- Oliver Bodur : Kasim Halabi
- Adnan Rashed : Samir Meshal
- Raad Rawi : Jalal El-Amin
- Julia Montgomery Brown : Rebecca Lantham, alias Tracy
- Nicholas Woodeson (VF : Gilbert Lévy) : le diplomate israélien Judah Ben-Shahar
- Richard Katz : Aron Yavin
- John MacKay : Caleb Schwako
- Lachele Carl (en) : la Secrétaire d'État américaine
- Laurel Lefkow : Kate Larsson, la conseillère spéciale de la Secrétaire d'État
- Paul Herzberg (en) : Daniel Borgoraz
- Martin Hutson : l'agent du MI6 Max Boorman
- Martin McDougall : le Brigadier géneral Berkoff
- George Georgiou (de) : le diplomate Palestinien Magdi Muraji
- Uriel Emil : Shimon Ben Reuven
- Claire-Louise Cordwell : Gail Gatz
- Jacob Krichefski : Yaniv Levi
- Justin Shevlin : Tom Crace
- Aidan Stephenson : Eli Stein, le père de Nessa
- Lois Ellington : la jeune Nessa

 Source et légende : version française (VF) sur RS Doublage

## Production
La mini-série en huit parties a été annoncée en juin 2013. Elle a été commandée par Ben Stephenson (en) pour BBC Drama Commissioning et Janice Hadlow (en) pour BBC Two, et co-financée par Sundance Channel. Écrite et réalisée par Hugo Blick, elle est produite par Greg Brenman et Hugo Blick (en), Hugo Blick et Abi Bach en sont les producteurs.
Stephenson qualifie la série de « vraiment aboutie, complexe » et a confié qu'il tenait à retravailler avec Blick depuis la série The Shadow Line en 2011. La présidente de Sundance Channel Sarah Barnett l'a décrite comme une série dramatique « magnifiquement ouvragée, sur l'espoir, les compromis, la culpabilité et la famille ». À propos de la distribution, Gyllenhaal a confié : « Ce script ne me lâchait pas. Nessa est un personnage tellement riche et passionnant. J'ai vraiment hâte de commencer le tournage. ».

### Tournage
Le tournage, qui s'étendit sur trois mois, a commencé en juillet 2013 à Londres et Romney Marsh dans le Kent, et ensuite au Proche-Orient et aux États-Unis,.

## Épisodes
Les épisodes ont été réalisés et écrits par Hugo Blick.
| No. | Titre                                    | Diffusion                                 | Audience (en millions) |
| --- | ---------------------------------------- | ----------------------------------------- | ---------------------- |
| 1   | Baronne Stein The Empty Chair            | 3 juillet 2014 (GB) 31 juillet 2014 (USA) | 2.10                   |
| 2   | Fin de carrière The Unfaithful Husband   | 10 juillet 2014 (GB) 7 août 2014 (USA)    | 1.54                   |
| 3   | Surveillance rapprochée The Killing Call | 17 juillet 2014 (GB) 14 août 2014 (USA)   | 1.48                   |
| 4   | Erreur de débutante The Ribbon Cutter    | 24 juillet 2014 (GB) 21 août 2014 (USA)   | 1.49                   |
| 5   | Délivrance Two Hearts                    | 31 juillet 2014 (GB) 28 août 2014 (USA)   | 1.32                   |
| 6   | Inégalité des chances The Mother Line    | 7 août 2014 (GB) 4 septembre 2014 (USA)   | 1.49                   |
| 7   | Le Poids du secret The Hollow Wall       | 14 août 2014 (GB) 11 septembre 2014 (USA) | 1.51                   |
| 8   | Accords compromis The Paring Knife       | 21 août 2014 (GB) 18 septembre 2014 (USA) | 1.60                   |
| 9   | Libération                               |                                           |                        |

## Accueil critique
La série a été chaudement accueillie lorsque sa diffusion a débuté au Royaume-Uni, comme l'a résumé Gabriel Tate pour The Guardian en la qualifiant de « série télévisée des plus satisfaisantes et à l'intrigue la plus dense depuis des années ».
The Honourable Woman a recueilli un éloge unanime à sa première diffusion aux États-Unis, dont se sont fait l'écho des publications telles le New York Times, le Washington Post, le New York Magazine, Entertainment Weekly, le Time Magazine et le Los Angeles Times, et a reçu un score Metacritic de 82 % basé sur 24 critiques, signifiant un éloge unanime (« universal acclaim »). Matt Roush, de TV Guide est l'auteur de critiques particulièrement élogieuses, jugeant le travail de Blick « écrit et réalisé avec une intelligence sans merci » et Tim Goodman de The Hollywood Reporter, a estimé que la minisérie était « une histoire spectaculairement bien construite — complexe, dense, exigeante et gratifiante. ».
Une attention particulière s'est concentrée sur Gyllenhaal — Hank Stuever (en) du Washington Post a décrit son interprétation comme « remarquablement mesurée et émouvante », tandis que Alessandra Stanley (en) du New York Times a estimé que « Ms. Gyllenhaal joue remarquablement cette femme de principe mais en conflit avec elle-même, dont la personnalité si vive se transforme d'heure en heure et de flashback en flash-forward »— et sur le traitement très mature des rôles associés aux genres. Sara Stewart de Indiewire considère que The Honourable Woman « bouscule l'histoire sexy d'espionnage dramatique », et l'encense pour sa mise en avant de l'intellect et la complexité intrinsèque de la protagoniste plutôt que des conflits romantiques et sexuels. Sarah Chalmers de The Telegraph proclame elle : « Voici, enfin, une nouvelle sorte d'héroïne : une femme qui non seulement mène les événements et se montre plus rusée que les personnages masculins, mais qui tout à la fois est extraordinaire. ».
En Grande-Bretagne, les réactions au dénouement de la série ont été extrêmement positives. Julia Raeside de The Guardian a écrit qu'elle s'achevait en un « thriller tendu et contrôlé parfaitement… quelque chose de vraiment spécial » Nicholas Blincoe de The Telegraph, a décerné à la série un label de "must-watch" de l'été.
Le dénouement de The Honourable Woman a recueilli des critiques élogieuses aux États-Unis ; Willa Paskin de Slate a encensé la conclusion, expliquant que « The Honorable Woman, contrairement à tellement de séries qui le revendiquent, rend réellement complexes les notions d'héroïsme et de méchanceté. La série ne commet pas d'injustices quant aux atrocités historiques, ne se moque pas des revendications diverses et n'étouffe pas les injustices systématiques. ». Tim Goodman de The Hollywood Reporter a dit à propos de la conclusion de la série « Peu de réalisations aussi denses et ambitieuses arrivent à réussir l'atterrissage quand vient le dernier acte, mais The Honorable Woman le fait avec sang-froid. ». Un regard plus critique de la série dans son ensemble a été posé par Sonia Saraiya à The A.V. Club, qui a expliqué que « L'histoire projette tant d'idées dans les airs qu'il lui est impossible de toutes les faire atterrir intactes. Mais au fil du récit jusqu'à la fin, The Honorable Woman est captivant—un sombre et magnifique portrait de femme devant la toile de fond ininterrompue du conflit israélo-palestinien. ».
En France, pour Martine Delahaye du journal Le Monde, « autant le scénario se révèle retors jusqu’au final, aussi bien concernant la trame des drames personnels que celle du jeu d’échecs mené par les services secrets américains, autant Hugo Blick, à l’image de son héroïne Nessa Stein, prône, ici, la détermination à « parler, échanger et se comprendre » ». Pierre Langlais de Télérama insiste sur l'interprétation bouleversante de Maggie Gyllenhaal: « Sa performance, physique, intense, porte une intrigue pleine de faux-semblants, qui joue brillamment avec les codes de l'espionnage, s'amusant d'abord à nous perdre, pour ensuite mieux nous émouvoir. »

## Distinctions

### Récompenses
- Festival de la fiction TV de La Rochelle 2014 : Meilleure fiction étrangère[44]
- Golden Globes 2015 : Meilleure actrice dans une mini-série ou un téléfilm pour Maggie Gyllenhaal

### Nominations
- Satellite Awards 2015 :
  - Meilleure mini-série
  - Meilleur acteur dans une mini-série ou un téléfilm pour Stephen Rea
  - Meilleure actrice dans une mini-série ou un téléfilm pour Maggie Gyllenhaal
- Screen Actors Guild Awards 2015 : meilleure actrice dans une mini-série ou un téléfilm pour Maggie Gyllenhaal